# The European Conservative

A The European Conservative é uma publicação conservadora pan-europeia de língua inglesa registada em Budapeste, Hungria, com um escritório editorial em Viena, Áustria, e escritórios de notícias em Bruxelas, Bélgica e Roma, Itália. Ela concentra-se em filosofia, política, cultura e artes. Publica artigos, ensaios, entrevistas e resenhas sobre diferentes tipos de pensamento conservador, tradicionalista, reacionário e de direita na Europa e no mundo.
O The European Conservative é publicado como um periódico impresso trimestral e como um site. Nem todo o conteúdo da edição impressa está disponível online. No final de 2021, o site começou a publicar notícias diárias e análises de notícias. No início de 2023, também começou a publicar um boletim eletrónico semanal no seu escritório em Bruxelas.

## História

### Antecedentes e origens
A The European Conservative começou originalmente em 2008 como um boletim informativo informal de quatro páginas, escrito e editado por um grupo de voluntários associados ao Centro para a Renovação Europeia (CER), uma organização conservadora pan-europeia originalmente sediada em Haia, agora em Amsterdão.
O CER foi formalmente fundado em 2007, após uma primeira reunião exploratória realizada em 2006 no Kasteel De Vanenburg, em Putten, que reuniu académicos e escritores conservadores de toda a Europa e dos Estados Unidos. O CER organiza agora uma Reunião Anual de Vanenburg, cujo nome deriva do local da primeira reunião de 2006.
Entre os fundadores do CER estão o editor e escritor alemão Caspar Freiherr von Schrenck-Notzing (1927–2009), o historiador e filósofo polaco Miłowit Kuniński (1946–2018) e o filósofo político britânico Roger Scruton (1944–2020). Outras figuras-chave envolvidas com o CER são o eticista e filósofo político holandês Andreas Kinneging, da Universidade de Leiden, o cientista político András Lánczi, ex-reitor da Universidade Corvinus em Budapeste, e R.R. Reno, editor da revista First Things.

### Desenvolvimento e crescimento
Cinco edições da The European Conservative foram publicadas intermitentemente ao longo de um período de dois anos por um grupo de voluntários associados ao CER e ao Vanenburg Meeting, antes da produção ser interrompida no final de 2010.
Em 2012, o ex-redator de discursos, jornalista financeiro e editor (e cofundador do CER) Alvino-Mario Fantini ofereceu-se para assumir o cargo de editor, trabalhando com um grupo de voluntários remotos. A publicação foi redesenhada e novos conteúdos e recursos foram adicionados (por exemplo, uma imagem de capa, resenhas de livros, anúncios). A contagem de páginas também foi aumentada. A distribuição da publicação continuou em tiragens limitadas, mas também como um .pdf gratuito distribuído por e-mail e disponível online.  Mas, desde 2019, The European Conservative é uma publicação trimestral independente publicada pela European Conservative Nonprofit Ltd., em colaboração com a organização de pesquisa CEDI/EDIC em Viena, o think-tank italiano Nazione Futura em Roma e a Bibliothek des Konservatismus em Berlim.
O atual editor-chefe da publicação é Alvino-Mario Fantini, que também escreveu anteriormente para The American Spectator, Crisis, The New Criterion, Far Eastern Economic Review, Catholic World Report, The American Conservative e The Wall Street Journal Europe. Ele também é um palestrante público frequente e apareceu em vários eventos organizados pela ADF International, Austrian Economics Center, New Direction, De Nicola Center for Ethics and Culture na Universidade de Notre Dame, CEFAS na CEU-San Pablo University, o Grupo ID no Parlamento Europeu, e as conferências do National Conservatism.
Ao longo dos anos, a The European Conservative publicou material de pessoas intimamente associadas ao CER, bem como de outros autores conhecidos, como Anthony Daniels (Theodore Dalrymple), Remi Brague, Ryszard Legutko, Chantal Delsol, Mark Dooley, Todd Huizinga, Charles Coulombe, Alberto Fernandez, Roger Watson, entre outros. Nos últimos anos, também publicou autores menos conhecidos e estudiosos emergentes de todo o mundo, especialmente aqueles que trabalham em línguas diferentes do inglês.

### Atividades e eventos

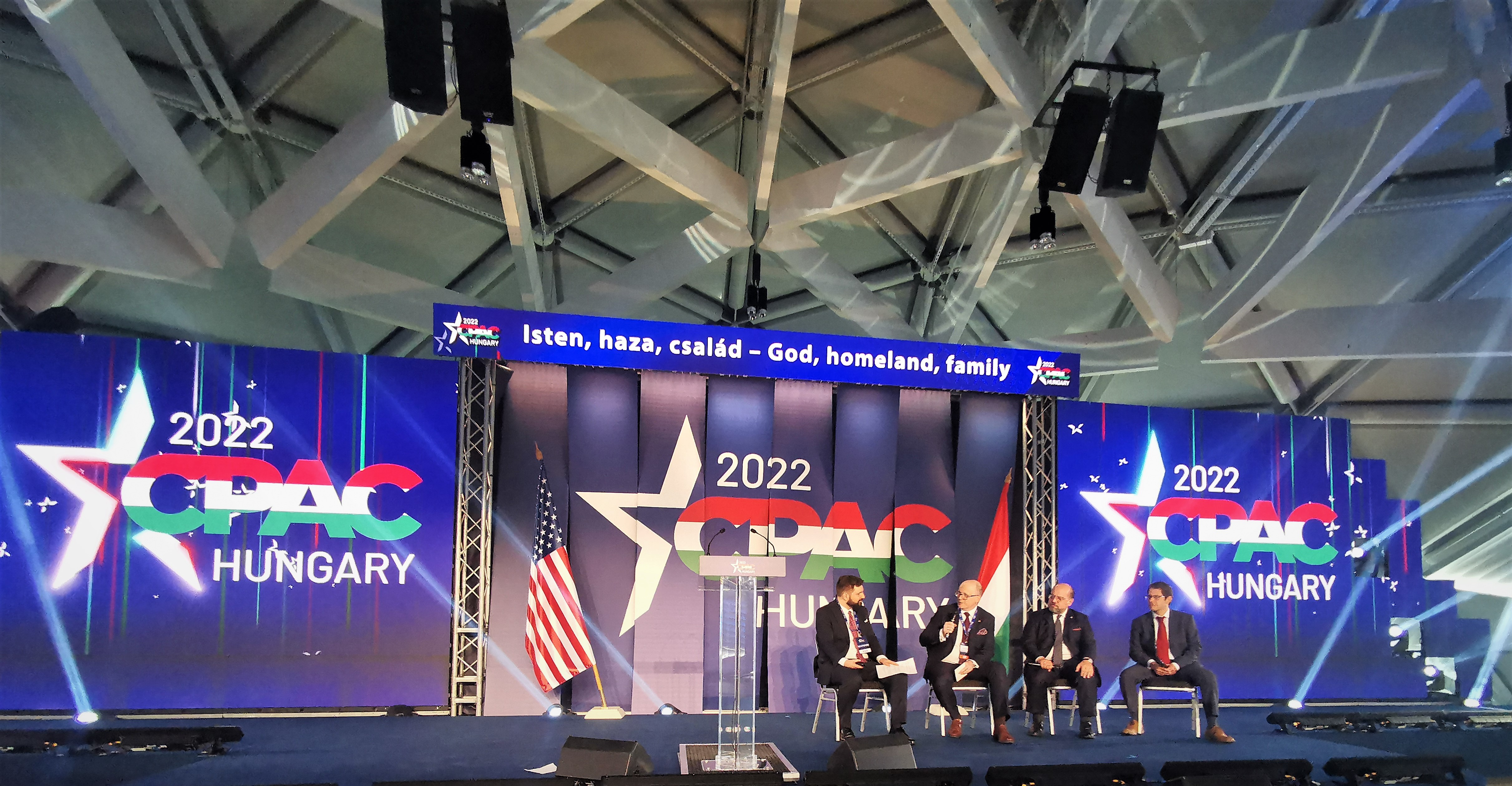
Fantini falando no CPAC Hungria 2022.

A The European Conservative organizou e copatrocinou vários eventos ao longo dos anos. Em junho de 2021, para marcar o redesenho e o relançamento da publicação (com a sua edição de verão de 2021), foi realizado um painel de discussão com vários académicos num dos Scruton Cafés em Budapeste, Hungria.
Em setembro de 2021, para marcar a publicação da sua edição de outono de 2021, a publicação organizou uma série de painéis de um dia na Villa Lónyay-Hatvany em Budapeste, com convidados do mundo académico e político.
Em março de 2022, a publicação foi um dos vários parceiros oficiais da Conferência Nacional do Conservadorismo realizada em Bruxelas. A The European Conservative também participou na Academia de Jovens Líderes de 2022, organizada pela New Direction e pelo Centro para a Renovação da Cultura em Split, com o Institut Iliade em Paris, e a Bibliothek des Konservatismus em Berlim.
De 30 de setembro a 2 de outubro de 2022, cinco dias após as eleições antecipadas na Itália, a The European Conservative coorganizou, com a Nazione Futura e a Fondazione Tatarella, uma conferência de dois dias sobre "Conservadorismo italiano". Isto incluiu painéis em inglês e italiano, com painelistas e palestrantes principais discutindo e debatendo diferentes ideias conservadoras, bem como várias abordagens à governança e políticas conservadoras. O evento foi amplamente coberto por vários meios de comunicação italianos e europeus.
Em abril de 2023, a The European Conservative foi o primeiro meio de comunicação a relatar alegações de que Jian Guo, um assessor parlamentar do eurodeputado de direita Maximilian Krah, poderia estar a fazer lobby e a espiar para a China governada pelos comunistas. Um ano depois, em 23 de abril de 2024, o assessor foi preso pela polícia alemã sob acusações de espionagem para a China. Estes primeiros relatórios foram reconhecidos por meios de comunicação internacionais como o The New York Times, The Times , France24, Frankfurter Allgemeine Zeitung, e Die Welt. O editor-chefe da TEC, Alvino-Mario Fantini, foi citado dizendo na sua reportagem no site: "fomos confirmados".

## Contribuidores
A The European Conservative publica tanto académicos e escritores conservadores consagrados quanto conhecidos, bem como escritores menos conhecidos, jovens ou desconhecidos ao redor do mundo.
Alguns dos muitos colaboradores do The European Conservative ao longo dos anos incluem:
- Rod Dreher, jornalista e autor cristão americano.[40]
- Rémi Brague, filósofo francês e vencedor do Prêmio Ratzinger de 2012.
- Charles Coulombe, historiador e especialista na monarquia austro-húngara.
- Chantal Delsol, filósofa francesa.
- Anthony Daniels, ensaísta inglês.
- Mark Dooley, filósofo, escritor e colunista de jornal irlandês.
- Alberto M. Fernandez, ex-diplomata dos EUA e vice-presidente do Middle East Media Research Institute (MEMRI).
- Anne-Élisabeth Moutet, jornalista, escritora e colunista francesa.
- John O'Sullivan, presidente do Instituto do Danúbio em Budapeste e membro sénior do National Review Institute em Washington, D.C.

## Controvérsia
As alegadas ligações da revista a Viktor Orbán e ao Fidesz têm sido alvo de críticas por parte de meios de comunicação liberais. Por outro lado, a revista foi elogiada por meios mais conservadores pela sua escrita e apresentação profissional.

Veículos de comunicação como Tichys Einblick (Alemanha), National Catholic Register (EUA), Gaceta de la Iberoesfera (Espanha), Power Line (EUA) e Junge Freiheit (Alemanha), entre outros, cobriram o incidente. Após uma leve tempestade na mídia, a WHSmith decidiu permitir o retorno da publicação a partir da edição do outono de 2022.